# Klainedoxa gabonensis
Klainedoxa gabonensis là một loài thực vật có hoa trong họ Irvingiaceae. Loài này được Pierre mô tả khoa học đầu tiên năm 1896.